# Macbeth (banda)
Macbeth é uma banda italiana de gothic metal.

## História
Em 1995 o baterista Fabrizio Cislaghi criou a banda Land Of Dark Souls, mais tarde renomeada para Macbeth, nome inspirado numa peça de William Shakespeare. 
Três anos depois grava e lança o primeiro álbum, Romantic Tragedy's Crescendo, em resultado da demo Nocturnal Embrace, lançada um ano antes. Romantic Tragedy's Crescendo teve críticas muito positivas. 
Depois de vários concertos, a formação da banda altera-se. Finalmente, em 2001, com uma nova formação, entram em estúdio para gravar o álbum Vanitas. Em 2005 é a vez de Malae Artes.
Macbeth já actuou em vários países: Itália (Evolution Fest), Bélgica (no Metal Female Voices Fest), Líbano (no Rock Nation Open Air Beirut), entre outros.
Em 2007 é apresentado o álbum Superangelic Hate Bringers.

## Membros

### Atuais
- Max Montagano – guitarra
- Marco "Sem" Semenza – baixo
- Andreas – vocais
- Morena Rozzi  – vocais
- Fabrizio Cislaghi – bateria

### Fundadores
- Andrea - teclados
- Marco – baixo
- Monica - teclados
- Carlo - teclados
- Vittorio – vocais
- Alex - guitarra
- Fabio – baixo
- Luca - guitarra
- Cristina – vocais
- Jessica – vocais
- Kátia - vocais

## Discografia
- 1997 - Nocturnal Embrace (demo)
- 1998 - Romantic Tragedy's Crescendo
- 2001 - Vanitas
- 2005 - Malae Artes
- 2007 - Superangelic Hate Bringers
- 2014 - Neo-Gothic Propaganda

## Ligações Externas
- Site Oficial
- Myspace da banda